# Diocese de Bogor
A Diocese de Bogor (em latim: Dioecesis Bogorensis) é uma circunscrição eclesiástica da Igreja Católica localizada em Bogor, pertencente à província eclesiástica da Arquidiocese de Jacarta na Indonésia. Seu atual bispo é Paskalis Bruno Syukur, O.F.M. Sua Sé é a Catedral da Bem-Aventurada Virgem Maria de Bogor.
A diocese possui 27 paróquias, servidas por 97 padres, abrangendo uma população de 20.786.000 habitantes, com 0,5% da dessa população jurisdicionada batizada (95.400 católicos), em 2021.

## História
A prefeitura apostólica de Sukabumi foi erigida em 9 de dezembro de 1948 com a bula Quo in insula do Papa Pio XII, obtendo o território do vicariato apostólico de Batávia (hoje Arquidiocese de Jacarta).
Em 3 de janeiro de 1961, como resultado da bula Quod Christus do Papa João XXIII, a prefeitura apostólica foi elevada à categoria de diocese e assumiu o nome atual.

## Prelados
|                     | Nome                                              | Período   | Notas                    |
| Bispos              | Bispos                                            | Bispos    | Bispos                   |
| ------------------- | ------------------------------------------------- | --------- | ------------------------ |
| 4º                  | Paskalis Bruno Syukur, O.F.M.                     | 2013-     | Atual                    |
| 3º                  | Cosmas Michael Angkur, O.F.M.                     | 1994-2013 |                          |
| 2º                  | Ignatius Harsono                                  | 1975-1993 |                          |
| 1º                  | Paternus Nicholas Joannes Cornelius Geise, O.F.M. | 1961-1975 |                          |
| Prefeito apostólico |                                                   |           |                          |
|                     | Paternus Nicholas Joannes Cornelius Geise, O.F.M. | 1948-1961 | Nomeado bispo da diocese |